# Ancylobothrys
Ancylobothrys, rod zimzelenovki (Apocynaceae) smješten u podtribus Landolphiinae, dio tribusa Willughbeieae, potporodica Rauvolfioideae. 
Postoji 8 priznatih vrsta koje rastu po tropskoj i južnoj Africi.

## Vrste
1. Ancylobothrys amoena Hua
2. Ancylobothrys capensis (Oliv.) Pichon
3. Ancylobothrys petersiana (Klotzsch) Pierre
4. Ancylobothrys pumila K.Balkwill & R.A.Reddy
5. Ancylobothrys pyriformis Pierre
6. Ancylobothrys robusta Pierre
7. Ancylobothrys scandens (Schumach. & Thonn.) Pichon
8. Ancylobothrys tayloris (Stapf) Pichon